# Császár Terka
Császár Terka, Czafik Terézia (Budapest, Józsefváros, 1903. október 17. – Budapest, 1956. június 2.) színésznő, Kelemen Lajos felesége.

## Életútja
Czafik János napszámos, majd könyvárus ügynök és Kovács Teréz szakácsnő leányaként született. Pályafutását 1918-ban kezdte. A kolozsvári Nemzeti Színházban játszott 1924-ig, ezután vidéken működött mint primadonna. 1931-ben Pestújhelyen házasságot kötött Kelemen Lajos színésszel. 1942-ben az Új Magyar Színházban lépett színpadra. Filmekben általában szakácsnőket és más kisebb szerepeket alakított. Halálát keringési elégtelenség okozta.

## Filmszerepei
- A Noszty fiú esete Tóth Marival (1937, magyar-német-osztrák) – integető asszony
- Igen vagy nem? (1940) – szakácsnő Klárinál
- Eladó birtok (1940) – parasztasszony
- András (1941) – szakácsnő Szalkayéknál
- Kölcsönkért férjek (1941) – Kati, cseléd
- Dr. Kovács István (1941) – falusi asszony a lakodalomban
- Csalódás (1942) – rabnő
- Külvárosi őrszoba (1942) – kofa
- A harmincadik… (1942) – menekülő asszony
- Keresztúton (1942) – Zsófi, cseléd vidéken
- Fekete hajnal (1942) – utas a vonaton
- Szeptember végén (1942) – Bigéné, debreceni szállásadó asszony
- A 28-as (1943)
- Éjjeli zene (1943)
- Makacs Kata (1943) – szakácsnő
- Aranypáva (1943) – Annamária, cirkuszi alkalmazott
- A látszat csal (1943)
- Fiú vagy lány? (1944) – szakácsnő a Három Kakukk vendéglőben
- Makkhetes (1944) – Bálint Antalné